# Porte de Courcelles
La porte de Courcelles est une porte de Paris située dans le 17e arrondissement.

## Situation et accès
La porte de Courcelles se trouve à 300 m à l'est de la porte de Champerret et 600 m à l'ouest de la porte d'Asnières. Elle est située à la jonction du boulevard de Reims et de l'avenue Stéphane-Mallarmé au croisement de la rue de Courcelles.
La porte de Courcelles n'a pas accès au boulevard périphérique. Celui-ci est d'ailleurs couvert sur 500 mètres entre les portes de Courcelles et d'Asnières. Ces deux caractéristiques permettent de fortement limiter la coupure urbaine de cette infrastructure entre Paris et la commune limitrophe, en l'occurrence Levallois-Perret. Autre particularité, contrairement aux autres portes de Paris, il n'existe pas d'avenue de la Porte-de-Courcelles, la rue de Courcelles se prolongeant jusqu'à l'entrée de Levallois-Perret.

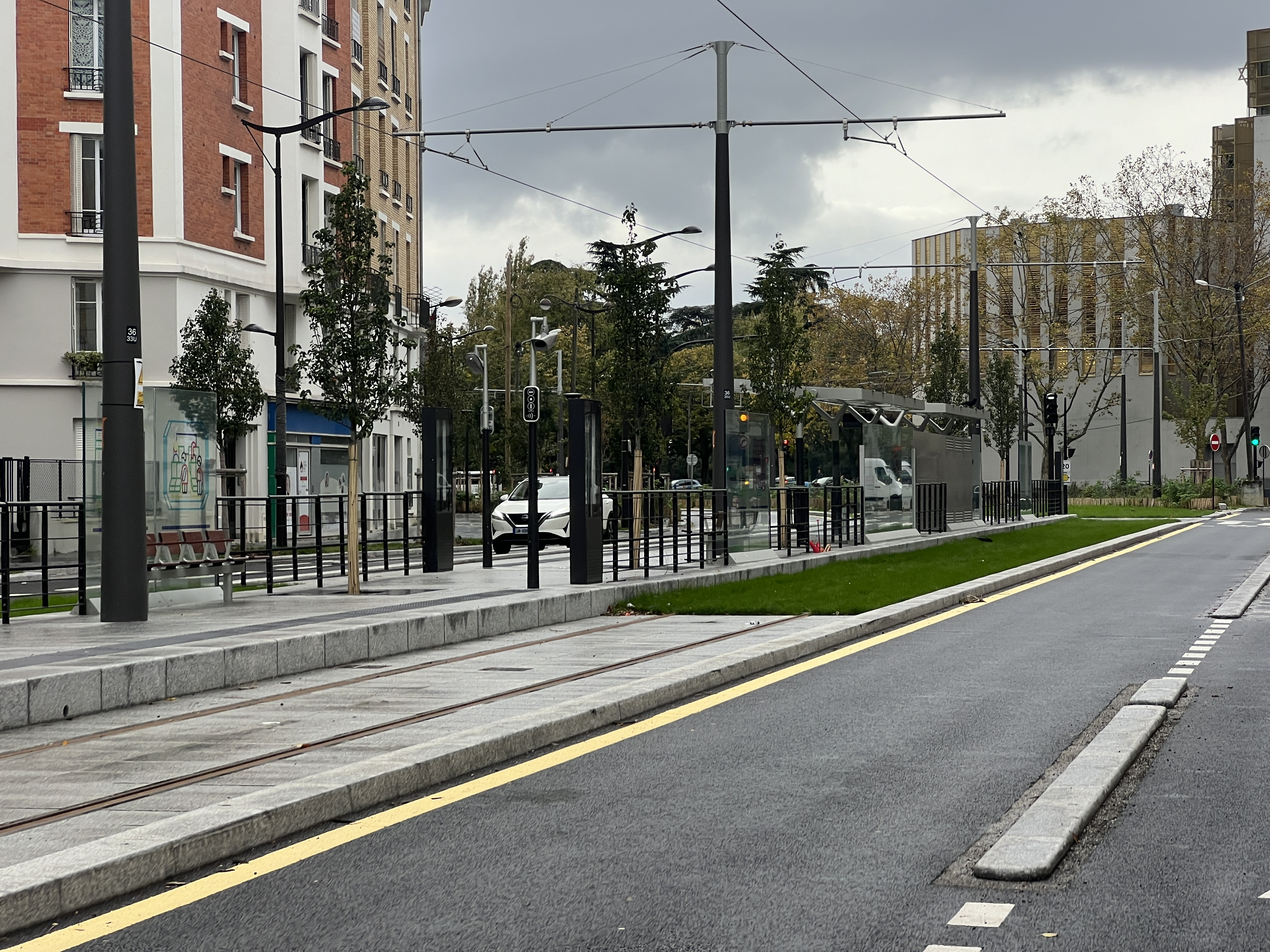
La station Square Sainte-Odile de la ligne 3b du tramway d'Île-de-France à proximité de la porte.

Elle est bordée par le square Sainte-Odile.
La porte de Courcelles est desservie par les lignes du réseau de bus RATP PC, 84 et 165. Elle pourrait être desservie par la ligne de tramway T3b qui est prolongée de la porte d'Asnières à la porte Dauphine depuis le 5 avril 2024,.

## Historique

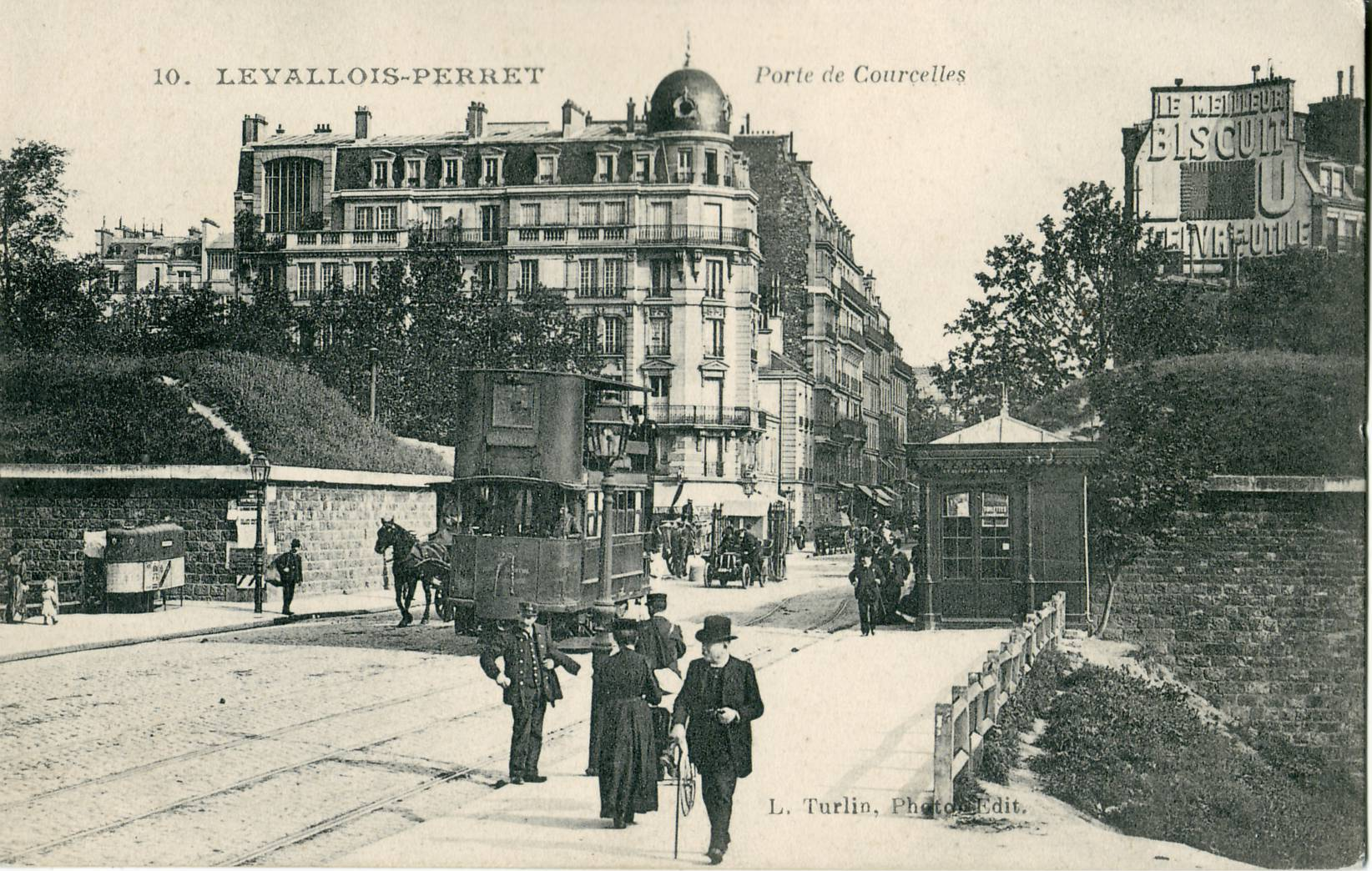
La porte de Courcelles, passage à travers l'enceinte de Thiers, avant la Première Guerre mondiale.

## Bâtiments remarquables et lieux de mémoire
- Le Centre européen du judaïsme est situé à l'angle du boulevard de Reims (place de Jérusalem).
- Le conservatoire municipal Claude Debussy (rue de Courcelles).